# Nam vương Quốc tế 2012
Nam vương Quốc tế 2012 là cuộc thi Nam vương Quốc tế lần thứ bảy được tổ chức vào ngày 24 tháng 11 năm 2012 tại Esplanade Theater, Băng Cốc, Thái Lan. Hammoud Ali đến từ Liban đăng quang ngôi vị Nam vương Quốc tế thứ bảy.

## Kết quả
| Thứ hạng                      | Thứ hạng | Thứ hạng | Thứ hạng |
| Hạng                          | Thí sinh |          |          |
| ----------------------------- | --- | -------- | -------- |
| Mister International 2012     | - Liban — Ali Hammoud |          |          |
| Á vương 1                     | - Singapore — Ron Teh |          |          |
| Á vương 2                     | - Slovenia — Marko Šobot |          |          |
| Á vương 3                     | - Brasil — Ricardo Magryino |          |          |
| Á vương 4                     | - Slovakia — Ján Haraslín |          |          |
| Top 10                        | - Hàn Quốc — Kim Doyeop - Indonesia — Rizal Idrus - Malaysia — Evan Siau - Pháp — Guillaume Reynel - Thổ Nhĩ Kỳ — Mert Ciftc                                   |          |          |
| Top 16                        | - Macedonia — Gjorgi Filipov - New Zealand — Sai Constantine - Serbia — Luka Raco - Thái Lan — Piyanat Sujarit - Venezuela — Gary Pinha - Ý - Francesco Basile |          |          |
| Giải thưởng đặc biệt          | |          |          |
| Giải thưởng                   | Thí sinh |          |          |
| Best Body                     | - Liban — Ali Hammoud |          |          |
| Best National Costume         | - Việt Nam — Đỗ Bá Đạt |          |          |
| Mister Congeniality           | - Thái Lan — Piyanat Sujarit |          |          |
| Mister Internet Popularity    | - Indonesia — Rizal Al Idrus |          |          |
| Mister Photogenic             | - Ý — Francesco Basile |          |          |
| Giải thưởng nhỏ               | |          |          |
| Giải thưởng                   | Thí sinh |          |          |
| Most Handsome Man Awards      | - Liban — Ali Hammoud |          |          |
| Dream Man Award               | - Ukraina — Alexander Sabadosh |          |          |
| Most Thailand Favorite Awards | - Singapore — Ron Teh |          |          |
| Most Stylish Awards           | - Serbia — Luka Raco |          |          |

## Các thí sinh
38 thí sinh dự thi.
| Quốc gia/vùng lãnh thổ | Thí sinh                 |
| ---------------------- | ------------------------ |
| Ấn Độ                  | Opangtongdang Jamir      |
| Bahamas                | Pedro Mejias             |
| Bỉ                     | Joshua Vanfraeyenhoven   |
| Bolivia                | Denis Paolo Ruiz         |
| Bồ Đào Nha             | Bruno da Cunha           |
| Brasil                 | Ricardo Magryino         |
| Canada                 | Jason Mesa               |
| Colombia               | Reinel Rodriguez Vergara |
| Costa Rica             | Jorge Suarez Gomez       |
| Cộng hòa Dominica      | Anthony Santana          |
| Đại Anh                | Sukhraj Hayer            |
| Haiti                  | Yves Moise Conséant      |
| Hàn Quốc               | Kim Doyeopi              |
| Hoa Kỳ                 | Aaron Weine              |
| Indonesia              | Rizal Idrus              |
| Ireland                | James Murphy             |
| Liban                  | Ali Hammoud              |
| Macedonia              | Gjorgi Filipov           |
| Malaysia               | Evan Siau                |
| New Zealand            | Sai Constantine          |
| Pháp                   | Guillaume Reynel         |
| Philippines            | Mark John D. Gutoman     |
| Serbia                 | Luka Raco                |
| Séc                    | Robert Anderle           |
| Singapore              | Ron Teh                  |
| Slovakia               | Ján Haraslín             |
| Slovenia               | Marko Šobot              |
| Sri Lanka              | Dimitri Dolapihilla      |
| Tây Ban Nha            | Miguel Arce              |
| Thái Lan               | Piyanat Sujarit          |
| Thổ Nhĩ Kỳ             | Mert Ciftc               |
| Thụy Điển              | Andreas Ahlberg          |
| Trung Quốc             | Gao Ximin                |
| Ukraina                | Alexander Sabadosh       |
| Úc                     | James Mathieson          |
| Venezuela              | Gary Pinha               |
| Việt Nam               | Đỗ Bá Đạt                |
| Ý                      | Francesco Basile         |